# Matteo Soragna
Matteo Soragna (Mantova, 26. prosinca 1975.) je talijanski profesionalni košarkaš. Igra na poziciji niskog krila, a trenutačno je član talijanske Angelico Bielle.

## Karijera
Karijeru je započeo 1993. u Cremoni i ondje proveo tri sezone. U posljednjoj sezoni 1995./96. postizao je prosječno 13.3 poena po susretu. U talijanskom prvenstvu debitiro je u dresu Rolly Pistoia. 1997. odlazi iz Toskane i prelazi u redove sicilijskog trećeligaša Barcellonu Pozzo di Gotto. Ondje je proveo tri sezone, a u posljednjoj sezoni s klubom se plasirao u 2. talijansku ligu. 2002. prelazi u redove talijanskog drugoligaša Fila Bielle, a sljedeće sezone s klubom je ušao u talijansku prvu ligu. U Bielli je igrao od 2000. do 2004., kada prelazi u redove Benetton Trevisa. Za Biellu je u sezoni 2003./04. postizao 11.1 poena (57% iz igre, 39.1% iza linije za tricu i 80.6% na liniji slob. bacanja), 2.9 skokova, 2.6 asista. U dresu Benettona debitirao je u Euroligi, a kasnije je nakon odlaska Denisa Marconatoa u Barcelonu postao kapetanom kluba.  Na karju sezone 2008./09., nakon pet godina u Benettonu vratio se u momčad iz koje je upravo otišao u Treviso, Angelico Biellu. Nije dobio produženje ugovora s Benettonom i napustio je klub bez odštete.

## Talijanska reprezentacija
Soragna je član talijanske košarkaške reprezentacije od 2001., kada je u kvalifikacijskom dvoboju za Europsko prvenstvo u Turskoj debitirao u susretu protiv Češke. U svojoj reprezentativnoj karijeri osvojio je brončanu medalju na Europskom prvenstvu u Švedskoj 2003. i srebrnu medalju na Olimpijskim igrama u Ateni 2004. godine. Bio je član talijanske reprezentacije na Europskom prvenstvu u Srbiji i Crnoj Gori 2005. i Svjetskom prvenstvu u Japanu 2006. godine. 

## Ordeni
- Ufficiale Ordine al Merito della Repubblica Italiana: 2007.[2]

## Vanjske poveznice
- Profil  Arhivirana inačica izvorne stranice od 26. ožujka 2009. (Wayback Machine) na Lega Basket Serie A